# Seven Witches
Seven Witches ist eine US-amerikanische Power-Metal-Band aus New Jersey.

## Bandgeschichte
Gitarrist Jack Frost gründete die Band zusammen mit Bobby Lucas (Gesang), Billy Mez (Bass) und John Osborn (Schlagzeug) Seven Witches. Nach einer Demo-CD 1998 konnte die Gruppe einen Vertrag bei Massacre Records unterschreiben. Das Album Second War in Heaven erschien 1999. Bereits im folgenden Jahr erschien der Nachfolger City of Lost Souls mit dem neuen Schlagzeuger Brian Vincent. Jack Frost produzierte ab diesem Album auch alle weiteren Veröffentlichungen der Gruppe.
Das 2002er Album Xiled to Infinity and One entstand unter der Mitwirkung des neuen Sängers Wade Black und Schlagzeuger Brian Craig. Kurz vor den Aufnahmen zur nächsten CD, die mit Sänger James Rivera und Bassist Joey Vera wieder unter Mitwirkung neuer Mitglieder entstand, verstarb Frosts Bruder an einem Krebsleiden. Frost widmete ihm das Titellied Passage to the Other Side. 2004 folgte Year of the Witch mit Bassist Dennis Hayes.
Auf dem 2005er Album Amped wurde mit Alan Teechio (Gesang), Kevin Bolembach (Bass) und Jeff Curenton (Schlagzeug) die Besetzung wieder komplett verändert. Eine Live-DVD mit dem Titel Years of the Witch erschien 2006. James Rivera kehrte 2008 zur Band zurück, verließ sie jedoch drei Jahre später erneut. Das bis dato letzte Album The Way of the Wicked erschien 2015.

## Musikstil
Der Musikstil von Seven Witches orientiert sich hauptsächlich an US-Power-Metal-/Speed-Metal-Bands wie Helstar oder Metal Church. Ihr Stil wird stellenweise aber auch mit Judas Priest verglichen. Der Stil variiert nur selten, so ist das Album Passage to the Other Side durch den tragischen Tod von Frosts Bruder etwas düsterer gehalten, während andere Alben härter ausfallen. Im Prinzip handelt es sich bei Seven Witches um ein Soloprojekt des äußerst aktiven Gitarristen Jack Frost, der auch noch in Bands wie Metalium, Savatage und The Bronx Casket Co. spielt beziehungsweise spielte. Dadurch sind auch die vielen Gastmusiker zu erklären.

## Diskografie

### Studioalben
- 1999: Second War in Heaven
- 2000: City of Lost Souls
- 2002: Xiled to Infinity and One
- 2003: Passage to the Other Side
- 2004: Year of the Witch
- 2005: Amped
- 2007: Deadly Sins
- 2011: Call upon the Wicked
- 2013: Rebirth
- 2015: The Way of the Wicked

### DVDs
- 2006: Years of the Witch